# Eduard Walentinowitsch Nikolajew

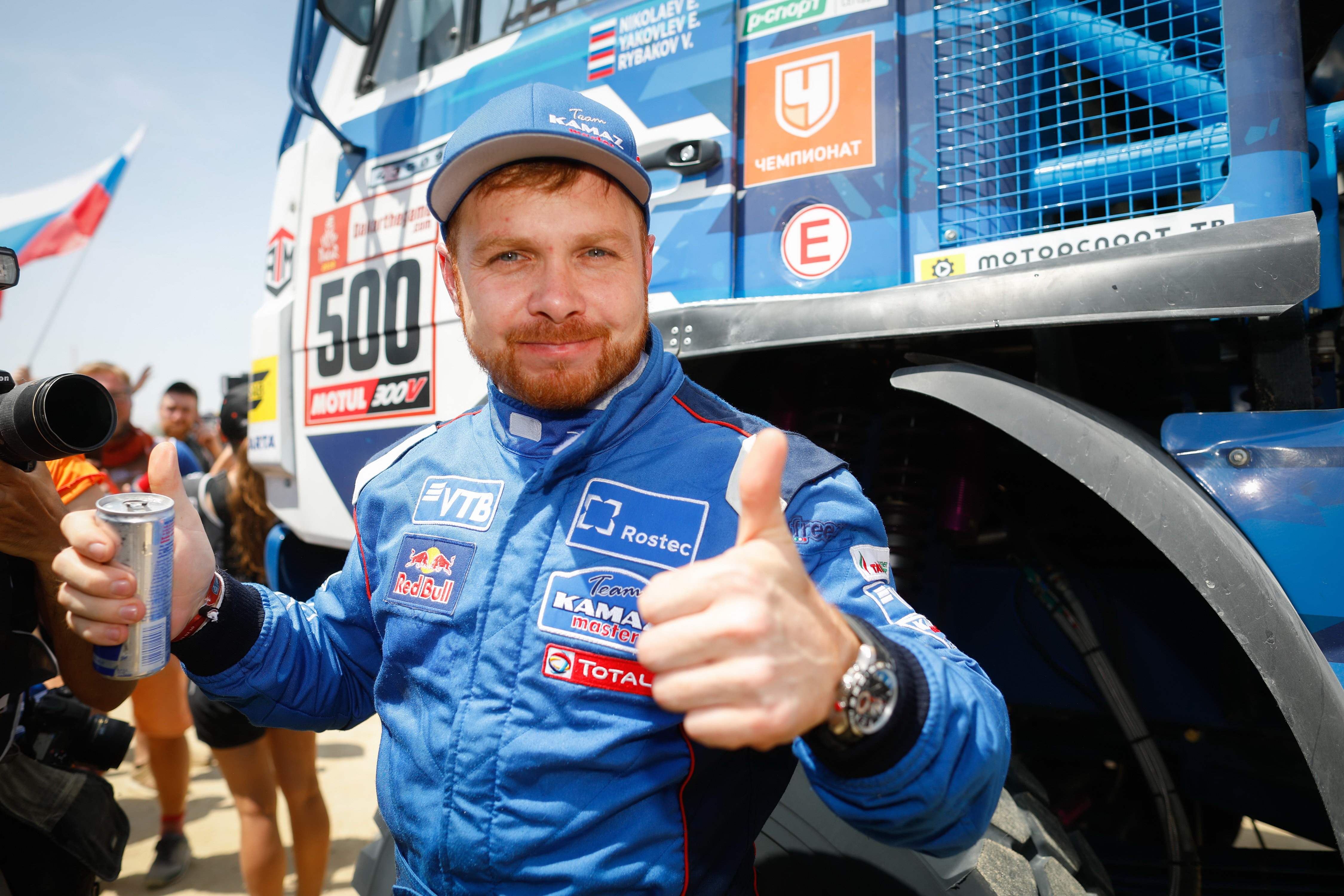
Nikolajew bei der Rallye Dakar 2019

Eduard Walentinowitsch Nikolajew (russisch Эдуард Валентинович Николаев, wiss. Transliteration Ėduard Valentinovič Nikolaev; * 21. August 1984 in Nabereschnyje Tschelny, Tatarische Autonome Sozialistische Sowjetrepublik) ist ein russischer Rallyefahrer und vierfacher Sieger der Rallye Dakar in der Lkw‑Kategorie Er fuhr zunächst für das KAMAZ‑Master-Team und wurde später dessen Teamchef.

## Karriere
Nikolajew wurde in der heutigen russischen autonomen Republik Tatarstan geboren. Sein Vater war der sechsfache russische Buggy-Meister Walentin Nikolajew, durch den er zum Kartsport kam und, wie auch sein Teamkollege Andrei Karginow, mehrere nationale Meisterschaften gewann. Diese Erfolge führten ihn 2003 zum Rallyesport in das KAMAZ‑Master‑Team. Von 2004 bis 2010 war Nikolajew dort Mechaniker und trat im selben Jahr das erste Mal bei der Silk Way Rally als Fahrer an. Seit 2011 tritt er als Fahrer bei der Rallye Dakar an und belegte in diesem Jahr den dritten Platz. In den Folgejahren gewann er die Rallye Dakar 2013, 2017, 2018 und 2019.

## Erfolge

### Mechaniker
- Rallye Dakar 2006: 18. Platz
- Rallye Dakar 2007: 2. Platz
- Rallye Dakar 2009: 2. Platz
- Rallye Dakar 2010: 1. Platz

### Fahrer
- Silk‑Way‑Rally 2010: 1. Platz
- Rallye Dakar 2013: 1. Platz
- Rallye Dakar 2017: 1. Platz
- Rallye Dakar 2018: 1. Platz
- Rallye Dakar 2019: 1. Platz
- Rallye Dakar 2022: 2. Platz